# Фурлет Анатолій Борисович
Фурлет Анатолій Борисович (нар. 13 лютого 1958 р.) — український художник, член Національної спілки художників України.

## Життєпис та професійна діяльність
Народився 13 лютого 1958 року в селі Чепоноси Хотинського району на Буковині.
Навчався в  Хотинській дитячій художній школі, яку заснував буковинський художник Кушнірюк Віталій Васильович.
Після армії поступив до Одеського педагогічного інституту на художньо-графічний факультет, де викладачами були  Борисюк Зинаїда Дмитрівна та Гегамян Валерій Арутюнович.
Після інституту з 1983 року по 2000 рік працював в дитячій художній школі в м. Городок, Хмельницької області викладачем, а  через 3 роки директором.
З 2000 року на Київщині в м. Бучі зорганізував спеціалізовані художні класи на базі школи №4 і пропрацював там до 2015 року до виходу на пенсію.
Експериментує в левкасі, кераміці та офорті.
Член Національної спілки художників України.
Живе та працює в м. Буча Київської області та  в м. Чернівці.
З 1993 року провів багато персональних виставок та взяв участь у численних всеукраїнських та міжнародних виставках та пленерах.
Картини зберігаються в музеях України: Національному  музеї українського мистецтва, м. Київ; Одеському музеї сучасного мистецтва; Хмельницькому обласному художньому музеї; Чернівецькому обласному художньому музеї; Музеї історії релігії  м. Львів; музеї Максиміліана Волошина в Коктебелі, Крим; Івано-Франківському обласному художньому музеї; художньому музеї м. Камянське; в колекції Львівського палацу Мистецтв; в фондах Дирекції виставок НСХУ м. Київ; в приватних галереях м. Києва, та в численних офіційних і приватних колекціях багатьох країнах світу.
Випустив два каталоги живописних робіт.

### Відомі учні
- Діденко Анна Вікторівна
- Янович Олександр

### Творчі виставки та презентації
- 1993 - Персональна виставка, галерея "Славутич" м. Київ.
- 1995 - виставка в США, м. Бостон, в університеті Дж. Гарварда.
- 1996 - персональна виставка в дитячій академії мистецтв м. Київ.
- 2000 - участь у мистецькому проекті "Місто-N" галерея "Пектораль" м. Київ.
- 2001 - творча поїздка в Єгипет (працював в Каірському Національному музеї,  Гізі, піраміда Джосера, інституті папірусу, музеї коптів, музеї арабської кераміки).
- 2002 - персональна виставка в Національному музеї українського мистецтва м. Київ (в фондах музею на зберіганні знаходиться 5 робіт автора ).
- 2003 - персональна виставка в галереї "Пласт-Арт" м. Чернігів.
- 2003 - персональна виставка на Чернечій горі в музеї Т.Г. Шевченка м. Київ.
- 2004, 2006, 2007, 2018, 2019 рр. - участь у виставці "Осінній салон" м. Львів.
- 2005 - персональна виставка в Палаці сучасного мистецтва м. Львів.
- 2008 - персональна виставка в галереї сучасного мистецтва м. Хмельницький

2009 - персональна виставка в музеї сучасного мистецтва м. Одеса.
- 2011 - персональна виставка в Центрі культури "Вернісаж", м. Чернівці, виставлено 100 робіт.
- 2012 - персональна виставка в галереї "Sveet Art" , м. Чернівці.
- 2015 -  всеукраїнська виставка "Трієналє графіки". м. Київ.
- 2015 -  VII Всеукраїнська виставка-конкурс імені Георгія Якутовича, м. Київ, ЦБХ, перша премія в номінації "Оригінальна графіка".
- 2015, 2017 - всеукраїнська виставка "Україна від Трипілля до сьогодення в образах сучасних художників".
- 2015 - живописний пленер "БІЛИЙ СВІТ- Товтри" в м. Камянець-Подільський  та виставка (ЦМС "White World", м. Київ).
- 2016 - Участь у історико-культурологічному фестивалі "Мамай-fest",  м. Камянське.
- 2016 - персональна виставка живопису та графіки "Знаки світла". галерея "АВС", м. Київ.
- 2016 - персональна виставка живопису в Національній Академії Мистецтв України, м. Київ.
- 2016 - всеукраїнська виставка декоративно-ужиткового мистецтва "Від землі до сонця", ритуальна кераміка, м. Чернівці.
- 2016 - всеукраїнська виставка-трієналє абстрактного мистецтва "Арт-Акт", м. Чернівці.
- 2016 - міжнародна виставка пейзажу "Меморіал Куінджи". м. Маріуполь.
- 2016 - авторський проект "Камяна могила. Реінкарнація", м. Камянске.
- 2017 - персональна виставка живопису в Національному банку України. м. Київ.
- 2017 - виставка живопису авторського проекту "Камяна могила. Реінкарнація", Музей історії релігії, м. Львів.
- 2017 - пленер українських художників на запрошення Орисі Вірсти в оселі Темістокля Вірсти "Трембіта" та виставка в галереї "San Peire", Les Issambres, Франція.
- 2017 - персональна ювілейна виставка живопису "Спроба перейти межу", галерея "Митець", м. Київ.
- 2018 - персональна виставка живопису "Петрогліф - Знак і символ", присвячена 60 річниці з дня народження, ЦСМ "Білий світ", м. Київ.
- 2018 - персональна виставка живопису в виставковій залі ІФООНСХУ, м. Івано-Франківськ

2018 - персональна виставка живопису, м. Маріуполь.
- 2018 - виставка живопису до Всесвітнього Дня вишиванки, Мистецький Арсенал, м. Київ.
- 2018 - всеукраїнська виставка до Дня художника. присвячена 80-літтю НСХУ м.Київ.
- 2018 - пленер та виставка в м. Репедя Мароморощина Румунія, на запрошення голови спілки гуцулів Румунії Василя Поповича.
- 2018 - виставка українських художників під патронатом мистецької фундації "Фенікс" Темістокля та Орисі Вірсти в галереї "San Peire" Les Issambres, Лазурове узбережжя Франції.
- 2018 - всеукраїнська виставка-трієналє "Український фолькмодерн", м. Чернівці, (каталог).
- 2018 - перша міжнародна тріналє малих форм, графіка (офорт), "Інтагліо", ЦСМ "Білий світ", м. Київ (каталог).
- 2019 - учасник виставки живопису в рамках фестивалю Української культури в Лівані.
- 2019 - перша всеукраїнська бієналє левкасу, галерея "Білий світ". м. Київ, відзнака.(каталог).
- 2019 - виставка живопису "Французькі канікули" в центрі культури "Вернісаж", м. Чернівці та виставковій залі "Шевченкового гаю" м. Львів за результатами творчої подорожі країнами Европи з художниками Рибачук Мариною та Бадяк Ігорем. (каталог).
- 2019 - живописні пленери в Словаччині та Чорногорії.
- 2019 - виставка живопису "33", (Фурлет, Бадяк, Гавриш), Палац мистецтв, м. Львів.
- 2019 - учасник виставки " Сучасний український символізм та Михайло Врубель" в музеї "Київська картинна галерея", м. Київ.
- 2019 - персональна виставка живопису та презентація каталогу в Ченівецькому обласному художньому музеї.
- 2019 - прецентація каталогу "Анатолій Фурлет. Живопис, графіка кераміка", за підтримки Михайла Поживанова та персональна виставка живопису  "На край землі, по живу воду" галерея "АВС-арт" м. Київ.
- 2020 - учасник ІХ Всеукраїнського історичного бієнале "Україна від Трипілля до сьогодення в образах сучасних художників", ЦБХ. м. Київ. (каталог).
- 2020  учасник виставки "Антиципація+Імунітет"  в музеї сучасного мистецтва Корсаків м. Луцьк. (каталог)
- 2020 - пленер "Бесарабія Арт паті", Одеська обл., Аккерман (Белгород Дністровський)

2020 - учасник виставки живопису в театрально-мистецькій акції Чернівецького обласного осередку фонду культури України, присвяченої 100-річчю з дня народження Пауля Целана.

## Відзнаки
- Лауреат першої премії в номінації "Оригінальна графіка"  VII Всеукраїнського виставки-конкурсу імені Георгія Якутовича, м. Київ, ЦБХ, 2015 рік.
- Нагороджений почесною відзнакою Чернівецької Облдержадміністрації ювілейною медаллю "100 років Буковинському Віче", 2019.
- Лауреат міжнародної літературно-мистецької премії ім. Ольги Кобилянської в номінації "живопис", 2020 рік.
- Лауреат премії міністерства культури України ім Михайла Дерегуса, в номінації "живопис", за серію живописних робіт "Моя Україна", 2020 рік.